# ماراکارکاندی
ماراکارکاندی (به انگلیسی: Marakkarkandy) یک منطقهٔ مسکونی در هند است که در بخش کنور واقع شده‌است.